# 医学生物学研究所
株式会社医学生物学研究所（いがくせいぶつがくけんきゅうしょ、英: MEDICAL & BIOLOGICAL LABORATORIES CO., LTD.）は、東京都港区に本社を置く日本の臨床検査薬・基礎研究試薬製造メーカー。JSR株式会社の子会社。

## 概要
日本で最初の抗血清の開発・生産メーカーとして設立され、臨床検査薬や基礎研究用試薬の研究開発を行っている。臨床検査薬の分野では自己免疫疾患検査薬で国内シェア80%以上を誇る。基礎研究用試薬の分野では、細胞融合技術や遺伝子組換え技術を利用した製品開発を行い、ゲノム解析を採り入れた癌マーカー・抗体医薬の研究開発に力を入れている。
バイオベンチャー企業への投資も手がける。

## 沿革
- 1969年（昭和44年）8月 - 株式会社医学生物学研究所（MBL）設立。
- 1979年（昭和54年）6月 - 伊那研究所完成。
- 1996年（平成8年）2月 - 店頭市場へ株式公開（現在のJASDAQ）。
- 1999年（平成11年）8月 - ISO 9002認証を取得。
- 2013年（平成25年）3月1日 - 株式会社ACTGenを吸収合併[2]。
- 2013年（平成25年）3月 - JSR株式会社と資本業務提携契約を締結し、第三者割当増資を実施。JSRの持分法適用関連会社となる[3]。
- 2015年（平成27年）3月 - JSRが株式公開買付けを行い、出資比率を引き上げ[4]。
- 2015年（平成27年）10月 - JSRによる株式追加取得の結果、JSRの連結子会社となる[5]。
- 2016年（平成28年）1月1日 - 子会社の株式会社サイクレックスを吸収合併[6]。
- 2018年（平成30年）1月 - 一般財団法人聖路加財団との合弁会社「株式会社聖路加医学生物学研究所」を設立[7]。
- 2020年（令和2年）12月11日 - 再度JSRが実施した株式公開買付けが成立[8]。
- 2021年（令和3年）
  - 1月13日 - JASDAQ上場廃止[9]。
  - 1月15日 - 株式売渡請求により、JSRの完全子会社となる。

## 研究所
- 伊那研究所（長野県伊那市）
- 筑波研究所（茨城県つくば市）

## 主要グループ企業
- エムビーエルベンチャーキャピタル（株）
- G&Gサイエンス（株）
- 北京博迩邁生物技術有限公司
- MBL International Corporation